# 3182 Сіманто
3182 Сіманто (3182 Shimanto) — астероїд головного поясу, відкритий 27 листопада 1984 року.
Тіссеранів параметр щодо Юпітера — 3,360.
Названо на честь Сіманто (яп. しまんと(四万十) сіманто).